# Rudinská
Rudinská (hongrois : Rezsőfalva) est un village de Slovaquie situé dans la région de Žilina.

## Histoire
La première mention écrite du village date de 1598.

## Démographie

### Évolution de la population
| Année:               | 1994. | 2004.   | 2014.   | 2024.   |
| -------------------- | ----- | ------- | ------- | ------- |
| Nombre de personnes: | 894   | 969     | 987     | 1035    |
| Différence:          |       | +8,38 % | +1,85 % | +4,86 % |

| Année:               | 2023. | 2024.   |
| -------------------- | ----- | ------- |
| Nombre de personnes: | 1034  | 1035    |
| Différence:          |       | +0,09 % |